# ناشمان شاي
ناشمان شاي (بالعبرية:נחמן שי) ، سياسي ومذيع عسكري إسرائيلي ، من مواليد 28 نوفمبر سنة 1946 ، مازال يعمل متحدثاً لإذاعة الجيش الإسرائيلي.

## أحداث
عمل ناشمان شاي كمتحدث رسمي للجيش الإسرائيلي خلال حرب الخليج الثانية في مدينة تل أبيب .

## وصلات خارجية
- سيرة ناشمان شاي في موقع ألكنيست الإسرائيلي باللغة الإنجليزية
- تصريح ناشمان شاي بعد قصف تل أبيب سنة 1991 على يوتيوب